# 白土貞夫
白土 貞夫（しらと さだお、1933年 - ）は、日本の鉄道史研究者。千葉県佐倉市在住。月刊誌『鉄道ピクトリアル』への寄稿など鉄道関連での執筆が目立つが、郷土史研究家でもある。白土自身は「鉄道研究者」を標榜している。
1933年、東京府大森生まれ。1952年、郵政省に入省。以後、北茨城郵便局長などを歴任。1993年、四街道郵便局長を退職。同年4月、（財）簡易保険加入者協会関東地方本部職員課長、鉄道友の会理事、鉄道史学会会員。2001年時点で鉄道友の会監事。2012年時点で鉄道友の会参与。

## 著書
単著
- 『日立電鉄の75年』ネコ・パブリッシング〈RM LIBRARY 64〉、2004年11月。ISBN 978-4777050802。
- 『絵葉書に見る懐かしの鉄道 - 上信越・中央線編』ほおずき書籍、2003年12月。ISBN 978-4434036859。
- 『九十九里鉄道 - 潮騒の浜へゆくキドー』ネコ・パブリッシング〈RM LIBRARY 37〉、2002年8月。ISBN 978-4873662800。
- 『岬へ行く電車 - 銚子電気鉄道77年のあゆみ』東京文献センター、2001年6月。ISBN 978-4925187213。
- 『ちばの鉄道一世紀』崙書房、1996年7月10日 第1刷発行。ISBN 978-4845510276。

共著
- 『鹿島鉄道 - 鹿島参宮鉄道・関東鉄道鉾田線』ネコ・パブリッシング〈RM LIBRARY 106〉、2008年6月。ISBN 978-4777052349。
- 成田市立図書館 編集「成田鉄道(初代) 経営者と株主の系譜」『成田市史研究』31号  2007年3月 出版、成田市教育委員会。成田市立図書館 蔵。
- 「京成電鉄」『民営鉄道の歴史と文化 - 東日本編』古今書院、1992年5月10日 第1刷発行。ISBN 978-4772214391。
- 『水郷汽船史』筑波書林〈ふるさと文庫〉、1984年1月。茨城県立図書館 蔵。
- 成田市史編さん委員会 編 編『成田市史』成田市、1980年代。　成田市立図書館 蔵。
- 東京鉄道郵便局局史刊行会 編 編『東京鉄道郵便局 70年史』東京鉄道郵便局局史刊行会、1973年3月。東京都立図書館 蔵。
- 国鉄千葉鉄道管理局 編 編『千葉鉄道管理局史』千葉鉄道管理局、1963年。千葉県立図書館 蔵。